# 갈릴레이 불변성
갈릴레이 불변성(Galilean invariance) 또는 갈릴레이 상대성(Galilean relativity)은 모든 관성 좌표계에서 운동의 법칙이 동일하다는 것을 기술한다. 갈릴레오 갈릴레이는 1632년 《천문대화》(Dialogue Concerning the Two Chief World Systems)라는 자신의 책에서 잔잔한 바다 위에서 일정한 속도로 여행하는 배의 예시를 들어 이 원리를 처음 설명하였다.

## 같이 보기
- 절대공간
- 초광속 운동